# Nevio Passaro
Nevio Passaro (nacido el 11 de mayo de 1980 en Bad Windsheim en Alemania es un cantante alemán de origen italiano. Nevio formó parte del Deutschland sucht den Superstar, la versión alemana del American Idol y alcanzó el cuarto lugar.

## Biografía

### Vida personal
Nevio es el mayor de dos hermanos nacidos de Aniello Passaro (de Nápoles) y Henrike Passaro. A los 4 años comenzó a tocar el piano y a cantar, lo que sus padres recuerdan como un momento especial. Influenciado por su padre y cantantes italianos de Pop como Eros Ramazzotti y Nek, comenzó a escribir canciones y melodías y siempre tuvo el sueño de ser un gran cantante. 
A fines de los 90 consiguió su primer contrato discográfico y publicó su primer sencillo „La Mia Parola“. Después se fue a Italia dónde estudió, entre 2000 y 2005, Idiomas Extranjeros Modernos para intérpretes y traductores en la Universidad de Bolonia, Forlì. En diciembre de 2006 finalizó sus estudios adquiriendo el Diploma de Traductor e Intérprete Simultáneo para italiano, alemán, inglés y francés.

### Deutschland sucht den Superstar
Nevio fue uno de los participantes favoritos en el casting. Impresionó a la audiencia y al jurado con su estilo particular y fue el primero con raíces italianas.

## Discografía

### Álbumes
- 2007: „Nevio“
(16 de febrero de 2007)
- 2007: „Viva La Música“
(5 de octubre de 2007)
- 2008: „Due“
(19 de septiembre de 2008)

### Singles
- "La mia parola" (23 de agosto de 1999)
- "Amore per sempre" (19 de enero de 2007) ALEMANIA#2
- "Run away" 18 de mayo de 2007 ALEMANIA#28
- "Firenze/ Giulia" 21 de septiembre de 2007
- "Sento" 29 de agosto de 2008
- "Libertà" con Gabriella Cilmi 20 de febrero de 2009

### Sampler
- 1999: Die Häupter meiner Lieben (Song: "La mia parola")
- 1999: Come Together Charity (Song: "Vedrai")
- 2006: Love Songs (Songs: "Se bastasse una canzone", "Back for Good")
- 2007: BRAVO Hits 56 (Song: „Amore per sempre“)
- 2007: The Dome Vol. 41 (Song: „Amore per sempre“)
- 2007: Comet 2007 (Song: „Amore per sempre“)

### Live-Band
- Guitarra: Flavio Passaro (su hermano)
- Keys/MD: Jan Reinelt
- Bajo: Mike Winkler
- Batería: Christian Albert
- Guitarra 2: Matthias "Church" Kirchgässner
- Violín: Michaela Danner (hasta julio de 2007)
- Backing Vocals: Yvonne Ambrée, Kayna

## Premios
- 2007 The Comet Award "Best Newcomer"
- 2007 Goldene Schallplatte: 1x por el Álbum "Nevio" (en Alemania)
- 2007 Der bayerische Löwe (Best Newcomer)
- 2008 Nominado por el Echo